# John Burke (joueur d'échecs)
Pour les articles homonymes, voir John Burke et Burke.
John Michael Burke est un joueur d'échecs américain né le 1er juillet 2001 dans le New Jersey, grand maître international depuis 2018. 
Au 1er octobre 2021, il est le 28e joueur américain et le 26e junior mondial (moins de 20 ans) avec un classement Elo de 2 554 points.

## Biographie et carrière
En novembre 2017, Burke finit premier du tournoi Saint-Louis invitational avec 6 points sur 9 (+3 =6).
Il réalisa sa troisième norme de grand maître international en janvier 2018 grâce à sa première place ex æquo au tournoi d'hiver du Charlotte Chess Center.
En août 2018, Burke remporta le tournoi US Masters de Greensboro avec 6,5 points sur 9 grâce à un meilleur départage.
En octobre 2020, il remporta le championnat des États-Unis junior.